# Vester Sottrup
Vester Sottrup (tysk: Wester-Satrup) er en by på halvøen Sundeved i Sønderjylland med 1.452 indbyggere  (2025), beliggende 13 km nordøst for Gråsten, 8 km nord for Broager, 4 km sydøst for Ullerup og 9 km nordvest for Sønderborg. Byen hører til Sønderborg Kommune og ligger i Region Syddanmark. I 1968-2006 hørte byen til Sundeved Kommune.
Vester Sottrup hører til Sottrup Sogn. Sottrup Kirke ligger højt placeret i den vestlige ende af byen.

## Faciliteter
- Nydamskolen har 437 elever, fordelt på 0.-9. klassetrin.
- Ved skolen ligger Nydam Børnehus med 84 børn og 11 ansatte[2].
- Sundevedhallerne ligger også ved skolen. Sundeved Rideklub har klubhus, 2 ridehaller, udendørs ridebane og stald med 50 hestebokse.[3]
- Byen har Dagli'Brugs, bageri, pizzeria, tøjforretning, genbrugsbutik, frisør, bibliotek og lægehus.

### Forsamlingsgården Sundeved
Forsamlingsgården Sundeved er tegnet af Frederik Kiørboe og blev indviet som dansk samlingssted 11. december 1911. I 1966 blev bygningerne overtaget af Sottrup sognekommune, der ved kommunesammenlægningen 1. april 1968 indgik i Sundeved Kommune. I 1990 blev gården overtaget af "Foreningen for Forsamlingsgården Sundeved". Foruden kulturelle aktiviteter er der hvert år ca. 150 private fester. Der kan være 120 spisende gæster i den store sal og 35 i den lille. Pensionister har indrettet et ældrecenter med opholds- og værkstedslokaler.

## Historie
I udstykningen Peerløkke fandt Haderslev Museum i 1988 og 1990 ca. 1000 kulturspor fra jernalderen, vikingetiden og højmiddelalderen 1250-1350. Der blev fundet stolpehuller, væggrøfter, kogegruber, lertagningshuller, brønde, affaldsgruber og andre kulturlagsrester. Der er i alt udgravet og identificeret 18 bygninger eller dele heraf. Undersøgelserne i Peerløkke viser, at der sandsynligvis har været en stationær bebyggelse fra ældre vikingetid til højmiddelalderen. Sottrup er et vikingetidsnavn, som betyder ”Sotis bebyggelse” og angiver en bebyggelse af landsbymæssig karakter i vikingetiden. Navnet Sottrup er dokumenteret første gang omkring år 1400. Senest er en planlagt udstykning af byggegrunde i den sydlige ende af byen blevet aflyst, da udgravningen af fortidslevn ville fordyre byggegrundene voldsomt. Den nye vej skulle have været opkaldt efter bagermester Johannes Johansen.
Landsbyen bestod i 1879 af gårde langs de øst-vest gående veje Gl. Landevej, Skolevej og Kirkeagervej med kirken som afslutning mod vest. Vester Sottrup og nabolandsbyen Øster Sottrup var nogenlunde lige store. Øster Sottrup havde mølle og andelsmejeri, men Vester Sottrup tog føringen, da den i 1901 fik jernbanestation på Sønderborgbanen.

### Orgelbyggeri
Jürgen Marcussen startede i 1806 et orgelbyggerværksted på Lundsgårdsmark 1 km vest for Vester Sottrup. Efter at have bygget sit første orgel i 1806, fik han efterhånden overdraget tilsyn og vedligeholdelsen af egnens orgler. Den 4. juli 1811 fik han sin koncession som orgelbygger. Med tiden fik han så mange opgaver, at han ansatte mestersvenden Andreas Reuter (1798-1847). I 1824 indgik Marcussen og Reuter kompagniskab. Efterhånden fik de så meget arbejde med at bygge orgler, at de i 1830 blev enige om at købe en større ejendom i Aabenraa, hvor Marcussen & Søn Orgelbyggeri stadig har hjemsted.

### 1849-1864-1918
Vester Sottrup var skueplads for kampe i 1849 under Treårskrigen og under Kampene ved Dybbøl i 1864. På Sottrup Kirkegård er der krigergrave fra tre krige. Mindestenen for 1. verdenskrig har indskriften: „Minde om 48 unge Mænd fra Sottrup Sogn som faldt i verdenskrigen 1914-1918."

### Sottrup Fællesmejeri
Det første fællesmejeri på Sundeved blev oprettet i Vester Sottrup 1871. Det begyndte imidlertid meget småt, og der var vanskeligheder med at opnå en fornuftig drift og vækst. Der var oprindeligt kun tre interessenter i Sottrup Fællesmejeri, nemlig Chr. Jacobsen, gårdejer P. Lorensen og degnen Nis Kuntz. Jacobsen drev kun mejeriet i tre år. I 1874 bortforpagtede han gården med den tilknyttede mejerivirksomhed til Johannes Mathiesen, der fortsatte med at drive mejeriet indtil 1879. Den 1. april 1879 blev mejerigården solgt til Johan Jørgen Asmussen Lyck. Ved siden af mejeriet drev han sin kones fødegård Lejbjerggård indtil 1890, da den blev overdraget til den ældste søn. Han fortsatte mejeriet sammen med sin næstældste søn, Christian, som var førstemejerist. Lyck ejede selv mejeriet og købte mælken af leverandørerne efter forskellige individuelle kontrakter, Indtil centrifugeringen kom, beholdt han selv skummetmælken til sit osteri og til opdræt af fedesvin. I løbet af få år kom mejeriet i kraftig vækst. Alle byens bønder på nær to blev tilknyttet mejeriet som leverandører. I 1899 blev mejeriet nedlagt, og samme år blev det nye andelsmejeri i Øster Sottrup bygget. Johan A. Lyck solgte inventaret til dette og blev selv andelshaver i Sottrup Andelsmejeri.

### Vester Sottrup Station
15. juli 1901 blev banelinjen gennem Vester Sottrup åbnet og den nybyggede stationsbygning taget i brug. Stationen var en af Sønderborgbanens stationer, oprindeligt med 3 spor, det ene til godstrafik. Allerede i 1910 blev der dog lagt et fjerde spor, da Broagerbanen, som var en sidebane til Skelde på Broagerland, blev åbnet. Denne sidebane blev dog nedlagt igen i 1932 og det fjerde spor blev også fjernet. Den 16 juni 1920 overtog DSB stationen fra de Preussiske statsbaner. Fra den 25. maj 1974 standsede togene ikke længere på denne station. Dog var der godstrafik frem til 1. maj 1977. Stationsbygningen, som var næsten identisk med Avnbøl Station, blev nedrevet i 1986.

### Genforeningen
Ved rundkørslen Lundsgårdsvej/Stationsgade står en sten, der blev afsløret på Valdemarsdag 1935 til minde om Genforeningen i 1920. Stenen beretter at 89% af beboerne i Sottrup Sogn stemte for Danmark.

### Stationsbyen
I 1925 havde byen 542 indbyggere, og det danske målebordsblad viser at byen foruden forsamlingsgården havde to kroer, bageri og lægebolig. I 1960'erne og 1970'erne blev der bygget nye parcelhuskvarterer i byen.

### Vester Sottrup Frivillige Brandværn
- Vester Sottrup Frivillige Brandværn blev stiftet 19. januar 1946. Den 30. november 2022 blev der på værnets generalforsamling besluttet med virkning fra 1. januar 2023 at nedlægge det, grundet af mangel på frivilligt mandskab.

## Kendte personer
- Jørgen Paulsen, 19. april 1909 – 23. september 2001 i Hillerød. Født og opvokset på Kværngaard, Vester Sottrup. Søn af gårdejer Jørgen Paulsen (1882-1947) og Marie Sophie Lorenzen (1883-1972). Han blev cand.mag i 1934, og efter et år som gymnasielærer blev han assistent på Det Nationalhistoriske Museum på Frederiksborg Slot og 1938 museumsinspektør. Fra 1953 til 1976 var han museets direktør.

## Galleri
- Lægehuset
- Røde Kors Butik
- Kajs Bageri, der blev grundlagt i 1907 af Johannes Johannsen
- Skilt ved Johannes Johannsens Vejs begyndelse på Gammel Landevej
- Sognehuset
- Brandstationen i 2024